# Виборчий округ 184
Виборчий округ 184 — виборчий округ в Херсонській області. В сучасному вигляді був утворений 28 квітня 2012 постановою ЦВК №82 (до цього моменту існувала інша система виборчих округів). Окружна виборча комісія цього округу розташовується в будівлі виконавчого комітету Новокаховської міської ради за адресою м. Нова, просп. Дніпровський, 23.
До складу округу входять місто Нова Каховка, а також Бериславський, Великолепетиський, Великоолександрівський, Високопільський, Горностаївський і Нововоронцовський райони. Виборчий округ 184 межує з округом 130 на заході, з округом 37 на півночі, з округом 185 на сході, з округом 185 на південному сході і на півдні та з округом 186 і округом 183 на південному заході. Виборчий округ №184 складається з виборчих дільниць під номерами 650001-650014, 650017-650023, 650025-650035, 650037-650046, 650088-650100, 650102-650140, 650163-650182, 650288-650305, 650394-650413 та 650584-650621.

## Народні депутати від округу
| Ім'я                       | Фото | Партія               | Скликання | Дата набуття повноважень | Дата припинення повноважень |
| -------------------------- | ---- | -------------------- | --------- | ------------------------ | --------------------------- |
| Дмитрук Микола Ілліч       |      | Партія регіонів      | 7-ме      | 12 грудня 2012           | 27 листопада 2014           |
| Вінник Іван Юлійович       |      | Блок Петра Порошенка | 8-ме      | 27 листопада 2014        | 29 серпня 2019              |
| Колихаєв Ігор Вікторович   |      | самовисуванець       | 9-те      | 29 серпня 2019           | 30 березня 2021             |
| Козир Сергій В'ячеславович |      | Слуга народу         | 9-те      | 16 листопада 2021        |                             |

## Результати виборів

### Парламентські

#### 2021 (проміжні)
Одномандатний мажоритарний округ:

Кандидати-мажоритарники:
- Козир Сергій В'ячеславович (Слуга народу)
- Йосипенко Ігор Васильович (Європейська Солідарність)
- Одарченко Катерина Юріївна (Національна платформа)
- Лагута Геннадій Миколайович (Партія Ігоря Колихаєва «Нам тут жити»)
- Токовенко Ігор Володимирович (Народовладдя)
- Пономарьов Олександр Євгенович (Блок опозиційних сил)
- Лагута Геннадій Васильович (самовисування)
- Бериславський Володимир Миколайович (самовисування)
- Баркаренко Олег Георгійович (Всеукраїнське об'єднання «Свобода»)
- Негров Максим Анатолійович (Європейська партія України)
- Лазарева Тетяна Василівна (Миколаївці)
- Матвійчук Сергій Володимирович (Команда Симчишина)
- Живцова Ганна Андріївна (Партія Антона Яценка)
- Мельник Михайло Андрійович (Партія місцевого самоврядування)
- Помазан Андрій Сергійович (Нові обличчя)

#### 2019
Кандидати-мажоритарники:
- Колихаєв Ігор Вікторович (самовисування)
- Репілевський Данило Едуардович (Слуга народу)
- Вінник Іван Юлійович (самовисування)
- Скопіч Олексій Васильович (Опозиційний блок)
- Василенко Світлана Миколаївна (Свобода)
- Гречана Світлана Юріївна (Батьківщина)
- Ютін Сергій Валерійович (самовисування)
- Сандул Сергій Миколайович (самовисування)
- Гринюк Андрій Петрович (самовисування)

#### 2014
Кандидати-мажоритарники:
- Вінник Іван Юлійович (Блок Петра Порошенка)
- Дмитрук Микола Ілліч (самовисування)
- Горкун Ганна Всеволодівна (самовисування)
- Лепень Ірена Вікторівна (Народний фронт)
- Бебко Іван Якович (Ліберальна партія України)
- Зеленчук Василь Васильович (Радикальна партія)
- Юрчук Микола Дмитрович (Комуністична партія України)
- Чачібая Олексій Григорович (Батьківщина)
- Вінник Володимир Ілліч (самовисування)
- Терлецький Юрій Сергійович (самовисування)
- Ратушний Ігор Алімович (самовисування)
- Костенко Віктор Миколайович (Справедливість)
- Розломій Павло Іванович (самовисування)
- Сіленков Борис Віталійович (самовисування)
- Щербина Вікторія Володимирівна (самовисування)

#### 2012
Кандидати-мажоритарники:
- Дмитрук Микола Ілліч (Партія регіонів)
- Вінник Іван Юлійович (самовисування)
- Севрюков Георгій Іванович (Комуністична партія України)
- Терлецький Юрій Сергійович (Батьківщина)
- Стретович Володимир Миколайович (самовисування)
- Сіленков Борис Віталійович (Єдиний центр)
- Литвин Ігор Йосипович (УДАР)
- Діденко Сергій Володимирович (Народна партія)
- Воличенко Роман Миколайович (самовисування)

## Явка
Явка виборців на окрузі: